# Bastille (Métro Paris)

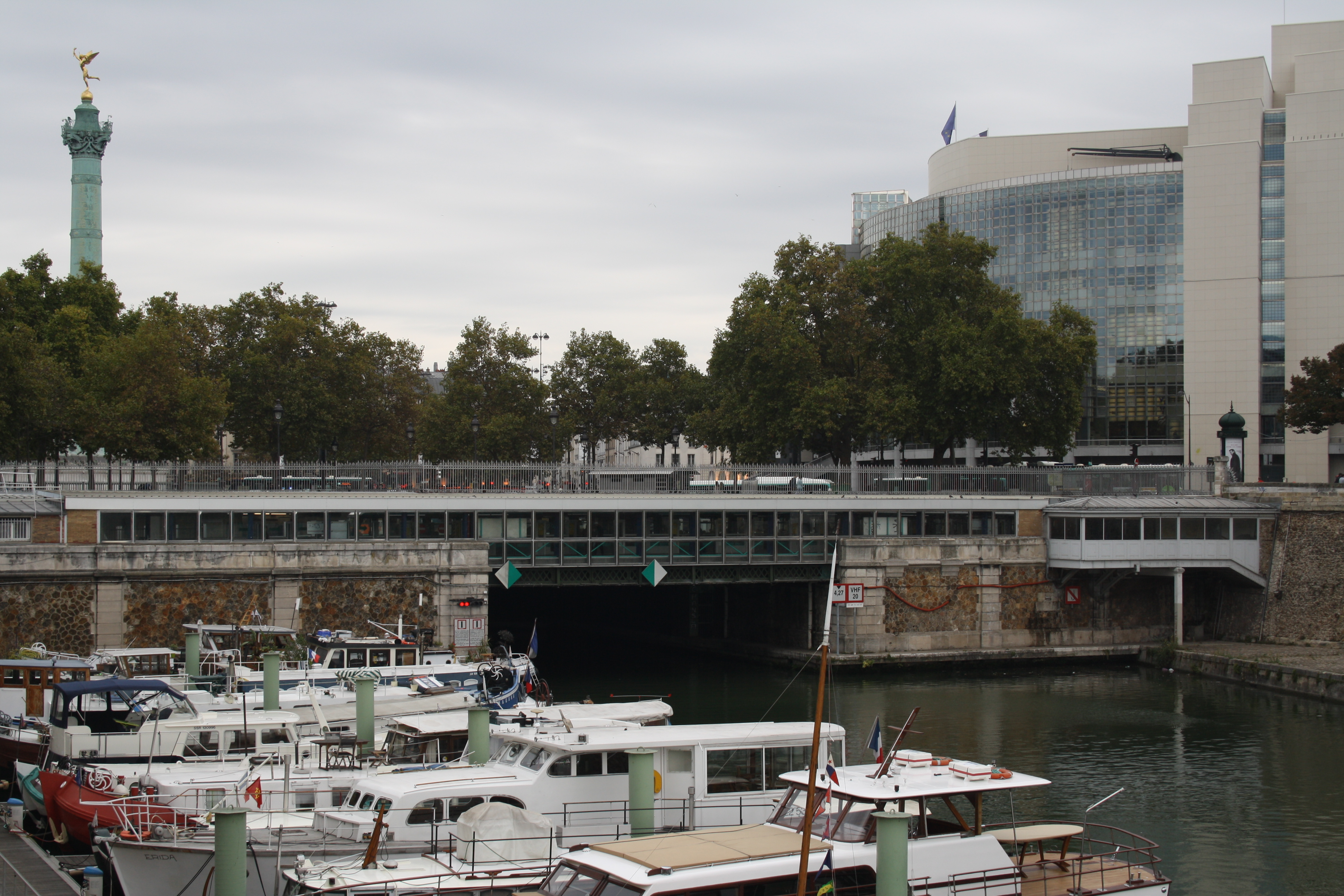
Station Bastille der Linie 1 über dem Canal Saint-Martin

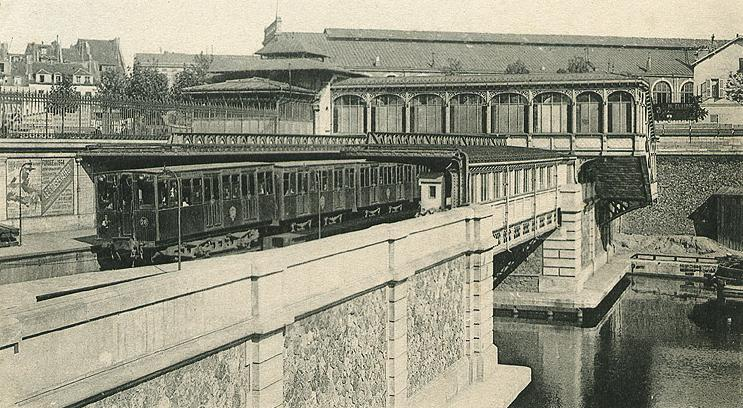
Station der Linie 1 mit einem Zug der ersten Generation, im Hintergrund das von Hector Guimard entworfene Eingangsgebäude und der Bahnhof Gare de la Bastille

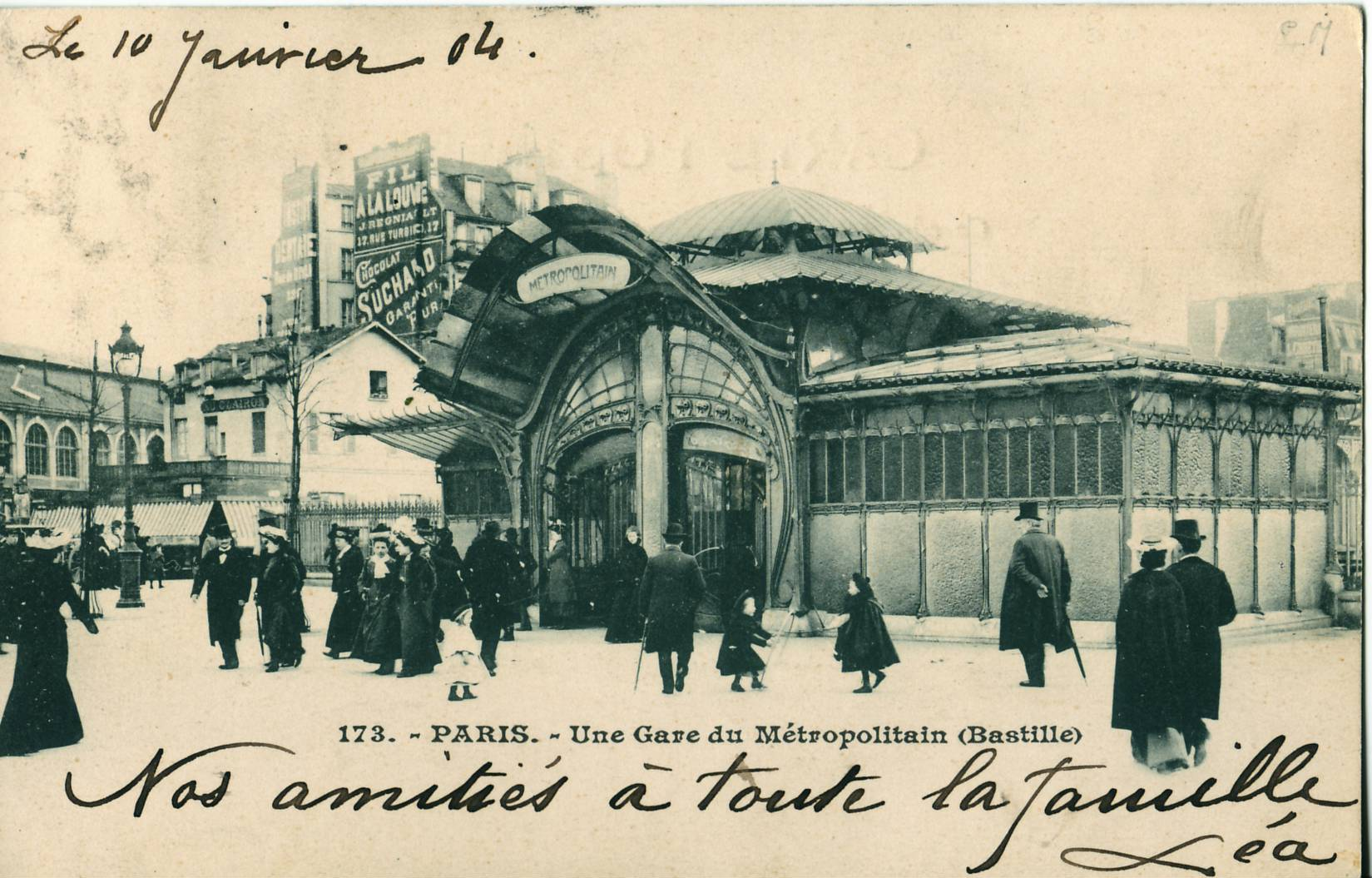
Straßenseite des 1962 abgerissenen Eingangsgebäudes im Stil des Art nouveau

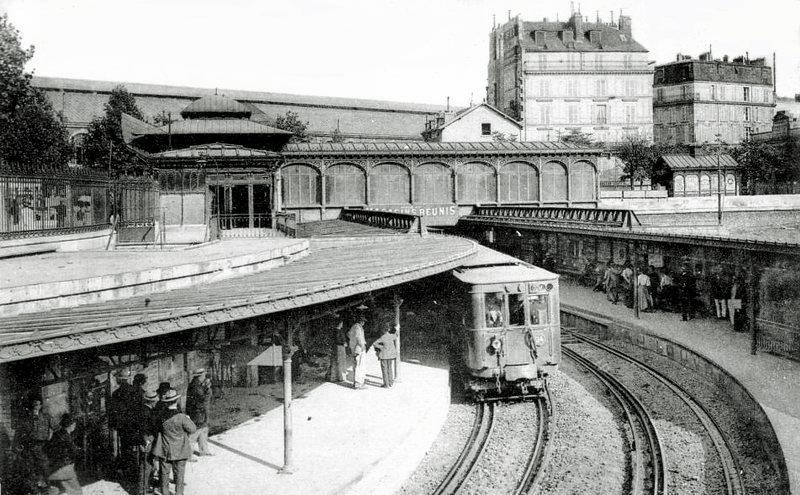
Station der Linie 1 mit einem Zug der Baureihe Sprague-Thomson,
Anfang 20. Jahrhundert

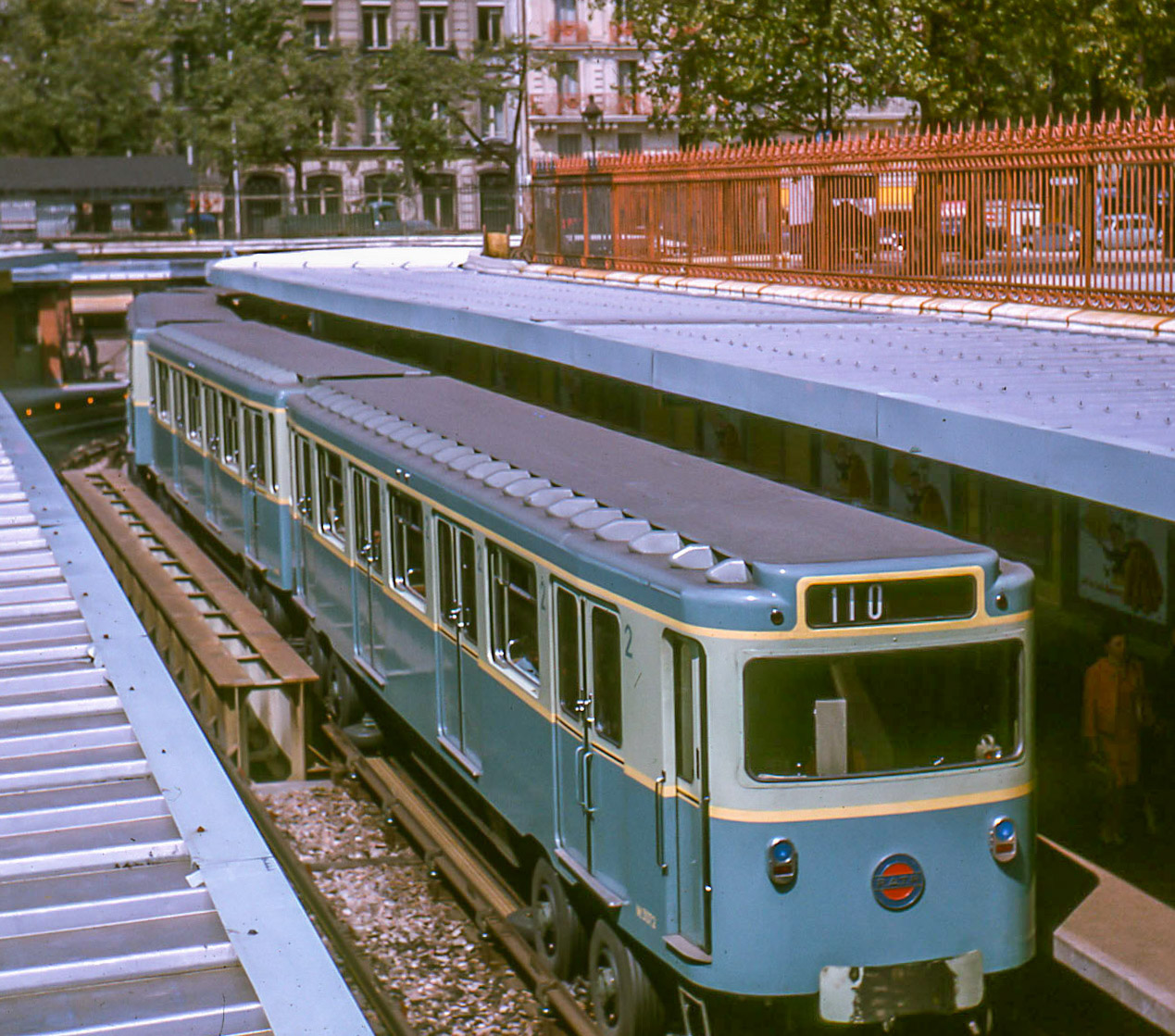
Station der Linie 1 mit Zug der Baureihe MP 59, 1964

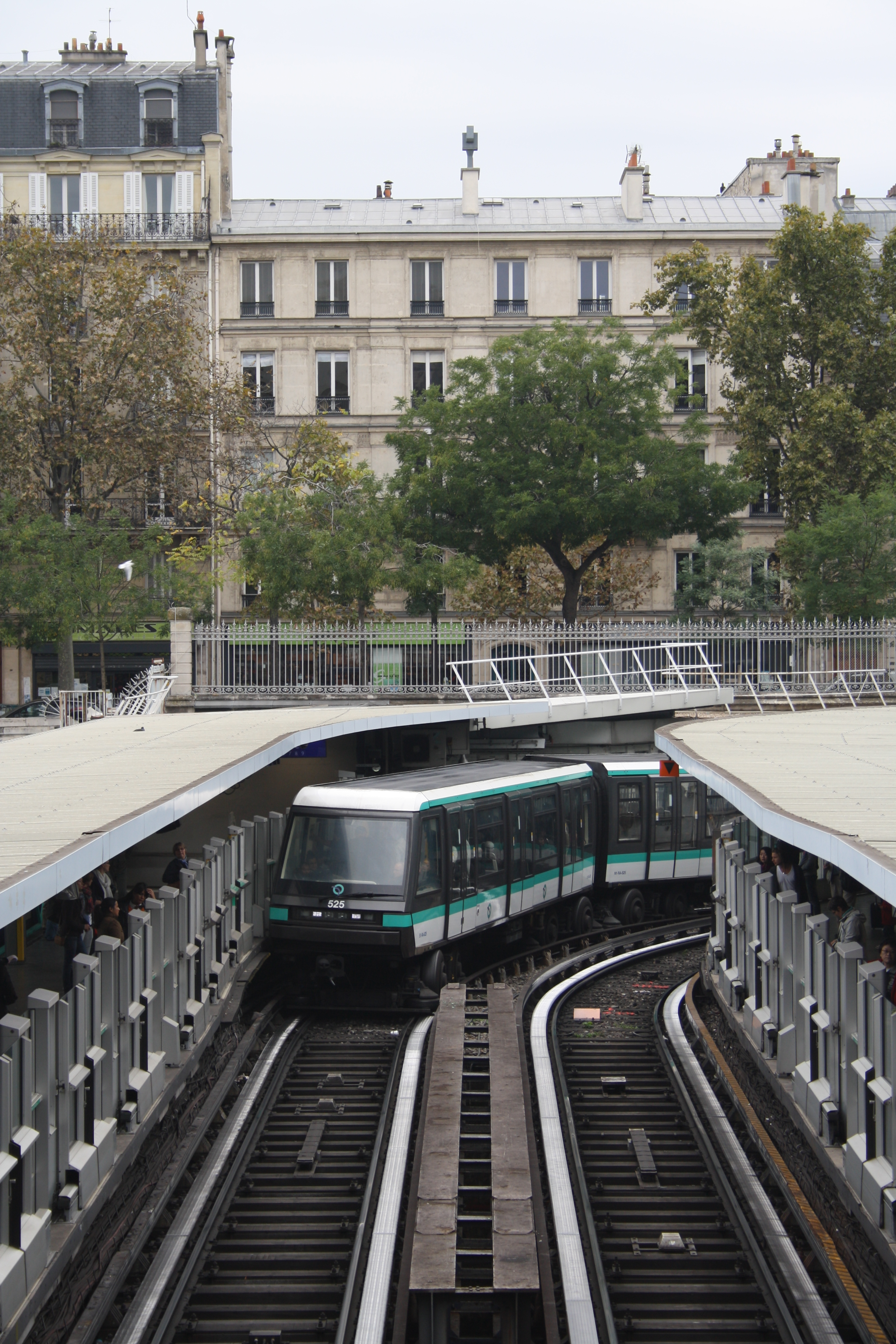
Fahrerloser Zug der Baureihe MP 05 bei der Einfahrt aus Richtung La Défense

Bastille [bastij] ist ein Umsteigebahnhof der Pariser Métro. Er wird von den Linien 1, 5 und 8 bedient. Mit 37 287 Fahrgästen werktäglich wies der U-Bahnhof 1998 das zwölftstärkste Fahrgastaufkommen der Metro auf.

## Lage
Der U-Bahnhof liegt am Schnittpunkt der Grenzen des 4., 11. und 12. Arrondissements von Paris. Die Station der Linie 1 befindet sich südlich der Place de la Bastille am Nordrand des Bassin de l’Arsenal, wo sie den Canal Saint-Martin im rechten Winkel überquert.
Die in Nord-Süd-Richtung angelegte Station der Linie 5 liegt auf der Ostseite der Place de la Bastille, parallel zum dort unterirdisch verlaufenden Canal Saint-Martin. Ihr nördliches Ende befindet sich in Höhe der Julisäule, die in der Mitte des Platzes steht. Die Linie 8 hat ihre – am tiefsten gelegene – Station östlich des Kanals am Nordrand des Platzes. Sie liegt in der Achse der Rue du Faubourg Saint-Antoine.

## Name
Die unmittelbar nördlich des Bahnhofs gelegene Place de la Bastille, ein kreisrunder Platz an der Stelle der ehemaligen Stadttorburg und späterem Staatsgefängnis Bastille, gab dem U-Bahnhof seinen Namen. Beim Bau der Station der Linie 5 wurden 1905 Fundamentreste eines der acht Türme dieses nach seiner Erstürmung geschleiften Bauwerks gefunden. Deren Lage ist auf dem Bahnsteig in Richtung Bobigny durch eine gelbe Linie markiert.

## Geschichte
Im Zuge der Anlage der Station der Linie 1 wurde die Place de la Bastille um 40 m nach Süden hin erweitert und der Canal Saint-Martin bis zum Bassin de l’Arsenal gedeckelt. Am und über dem Ostkopf der Station wurde ein von Hector Guimard entworfenes, markantes Eingangsbauwerk errichtet.
Die Station wurde am 19. Juli 1900 mit der Eröffnung der Linie 1, die damals von Porte Maillot bis Porte de Vincennes verkehrte, in Betrieb genommen. Für den Verkehr mit aus längeren Wagen bestehenden Zügen der Bauart Sprague-Thomson wurde die Station 1908 geringfügig nach Osten verschoben. Das von Hector Guimard entworfene markante Eingangsbauwerk über den Gleisen am Ostkopf dieser Station wurde 1962 abgerissen. Anfang der 1960er Jahre wurde die Station nochmals nach Osten hin verlängert und für den Verkehr mit gummibereiften Sechs-Wagen-Zügen umgerüstet. Die Bahnsteige wurden vor 2012, im Zuge der Einführung des fahrerlosen Betriebs auf der Linie 1, angehoben und mit Bahnsteigtüren versehen.
Als die Linie 5 von Place Mazas (seit 1916: Quai de la Rapée) bis Lancry (seit 1946: Jacques Bonsergent) verlängert wurde, ging am 17. Dezember 1906 die Station der Linie 5 in Betrieb. Am 5. Mai 1931 folgte die Station der Linie 8, als zu Beginn der Kolonialausstellung im Bois de Vincennes der Abschnitt von Richelieu – Drouot bis Porte de Charenton dieser Linie eröffnet wurde.

## Beschreibung

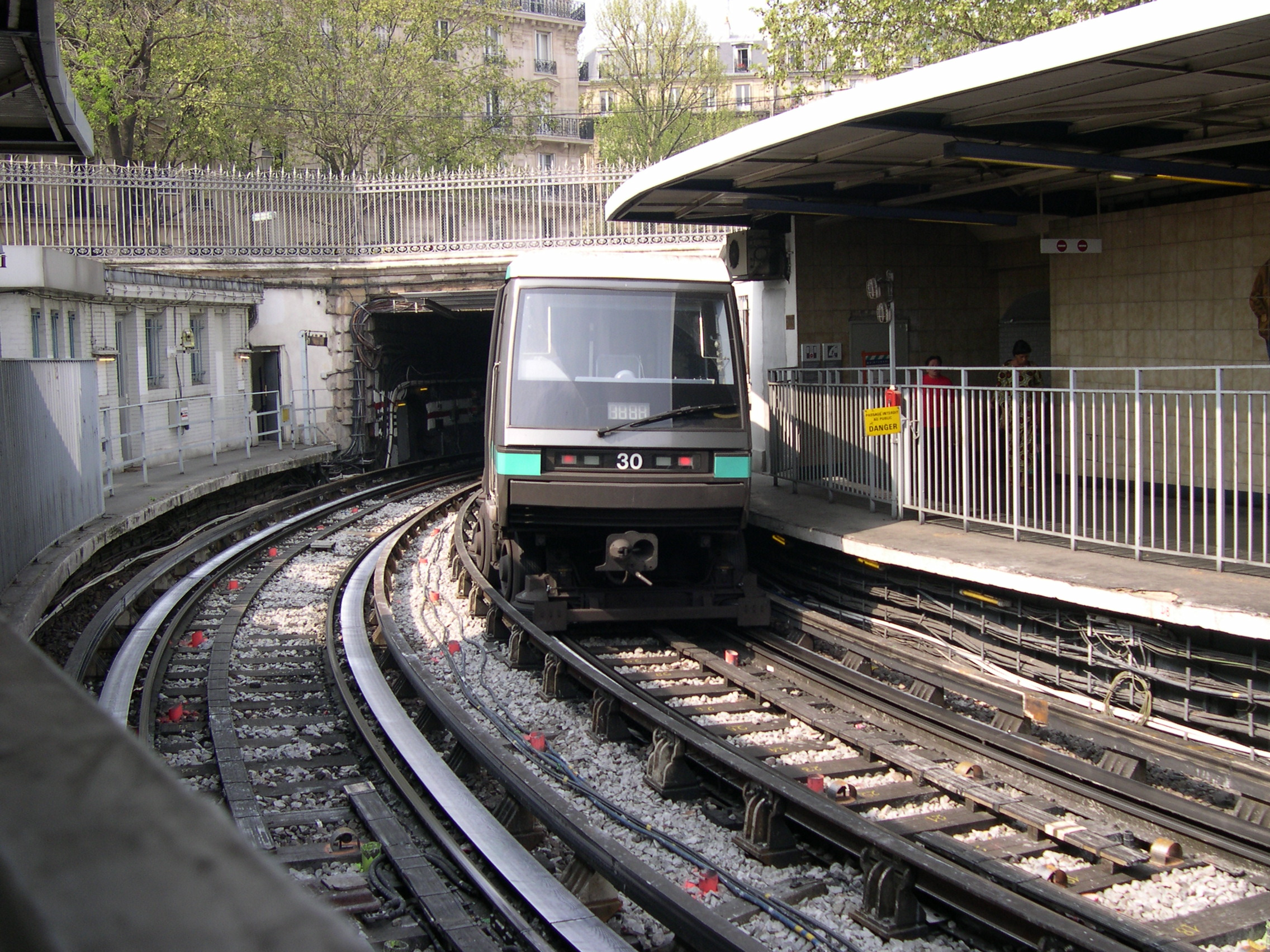
Zug der Baureihe MP 89 CC bei der Ausfahrt in Richtung La Défense, in der Kurve nicht mehr genutzte Bahnsteigabschnitte, 2007

Alle Stationen sind zweigleisig und weisen Seitenbahnsteige auf. Die Station der Linie 1 ist die einzige oberirdische dieser Linie, gleichwohl liegt auch sie unter dem Straßenniveau. Sie hat die für Paris ungewöhnliche Länge von 125 m und kann theoretisch Sieben-Wagen-Züge aufnehmen, die Bahnsteige sind 4,10 m breit. Die Strecke überquert dort den Canal Saint-Martin, beidseitig führt sie wieder in Tunnel. Am westlichen Bahnhofskopf (Richtung La Défense) befindet sich mit einem Radius von 38 m die engste im Fahrgastverkehr befahrene Kurve des Pariser Métronetzes.
Die Stationen der Linien 5 und 8 liegen unter elliptischen Deckengewölben mit gekrümmten (Linie 5) bzw. senkrechten (Linie 8) Seitenwänden. Die Station der Linie 5 hat die Pariser Standardlänge von 75 m, die der Linie 8 wurde von Anfang an mit einer Länge von 105 m angelegt. Unmittelbar westlich ihrer Station unterquert die Linie 8 zunächst den Canal Saint-Martin und anschließend den Tunnel der Linie 5.
Aufgrund der Lage der verhältnismäßig weit voneinander entfernten Stationen existieren lange und verzweigte Zugangs- und Umsteigetunnel. Der längste Fußgängertunnel liegt auf der Ostseite des Platzes vor der Opéra Bastille, er verbindet die Stationen der Linien 1 und 8. Zwei Fußgängertunnel überqueren den dort unterirdisch verlaufenden Canal Saint-Martin in Höhe des Südkopfs der Linie 5 (Verbindung 1/5) bzw. unmittelbar nördlich der Julisäule (Verbindung 5/8).
Vom Straßenraum aus gibt es acht Zugänge, die zum Teil das von Hector Guimard entworfene Jugendstil-Dekor oder einen von Adolphe Dervaux im Stil des Art déco entworfenen Kandelaber aufweisen.

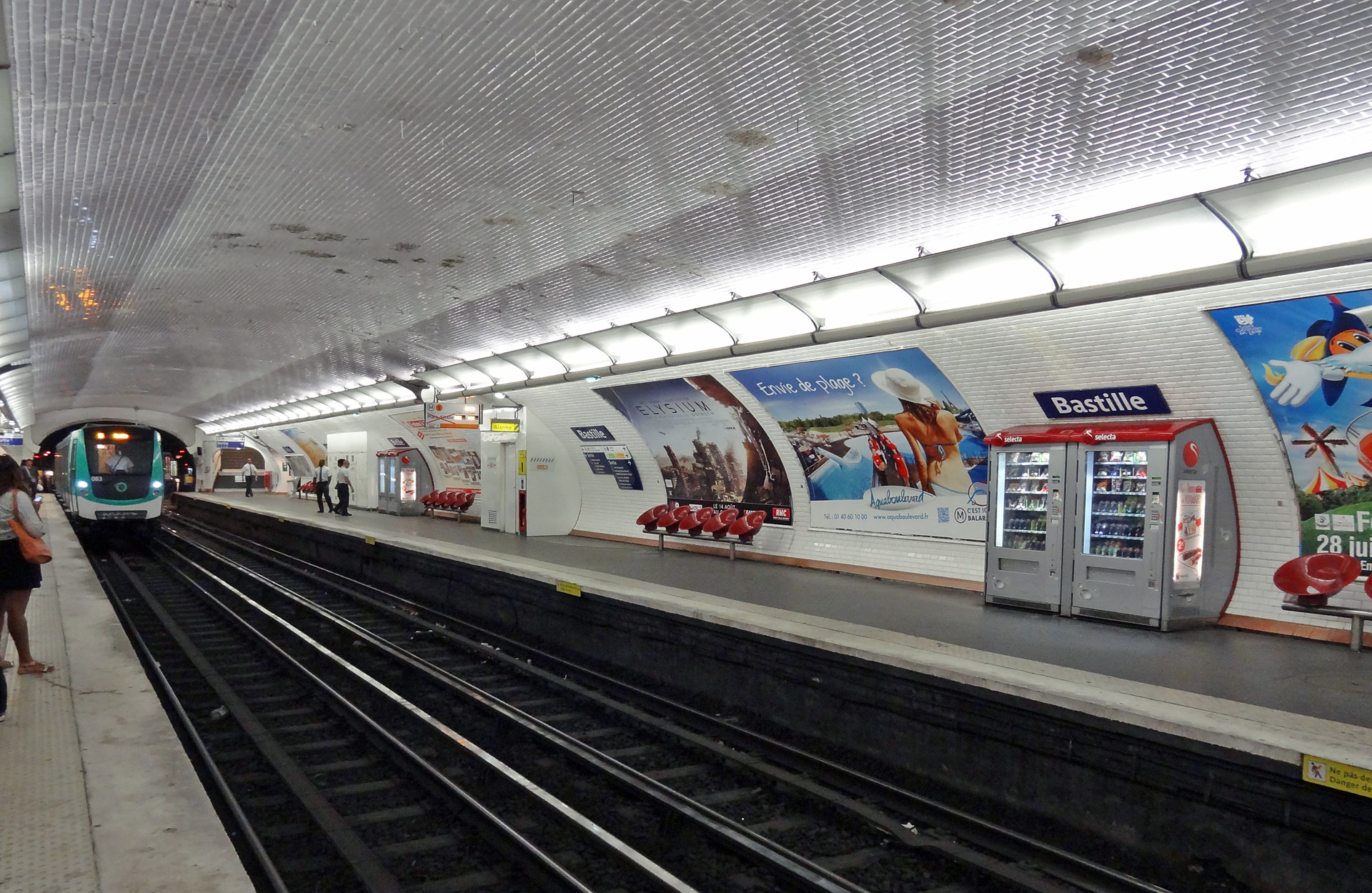
Station der Linie 5 mit Zug der Baureihe MF 01
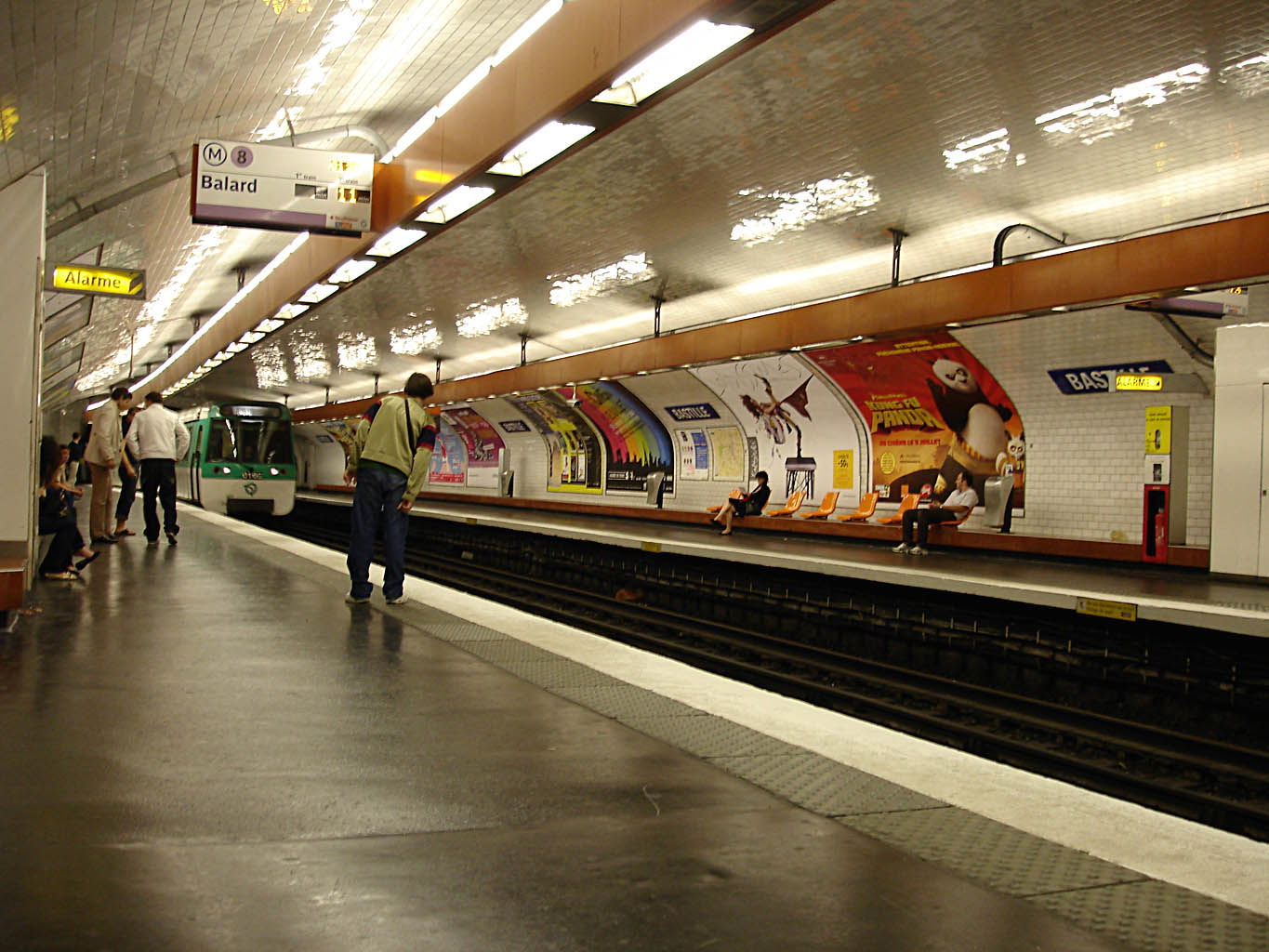
Station der Linie 8, einfahrender Zug der Baureihe MF 77
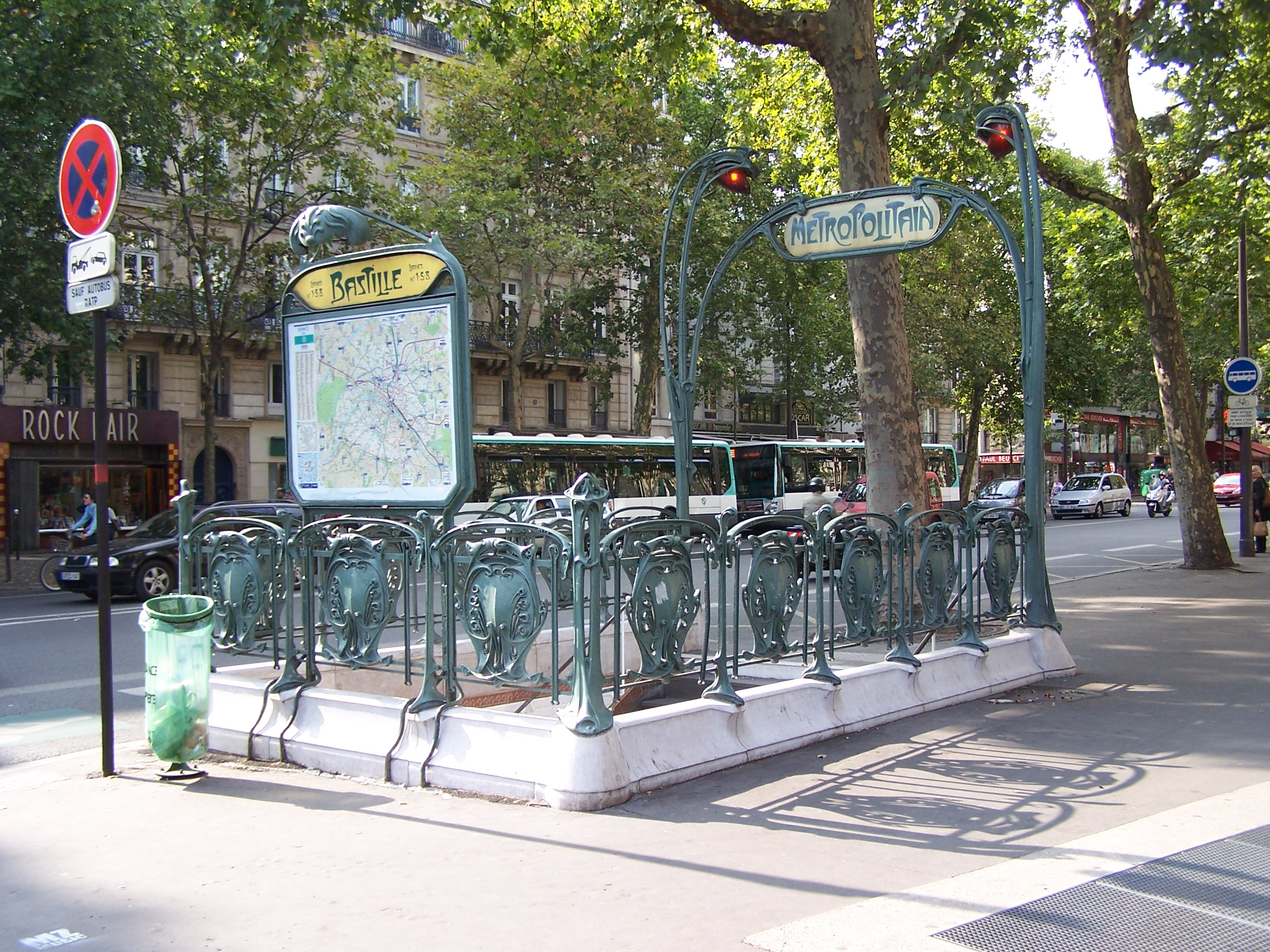
Von Hector Guimard entworfener Jugendstil-Zugang am Boulevard Beaumarchais
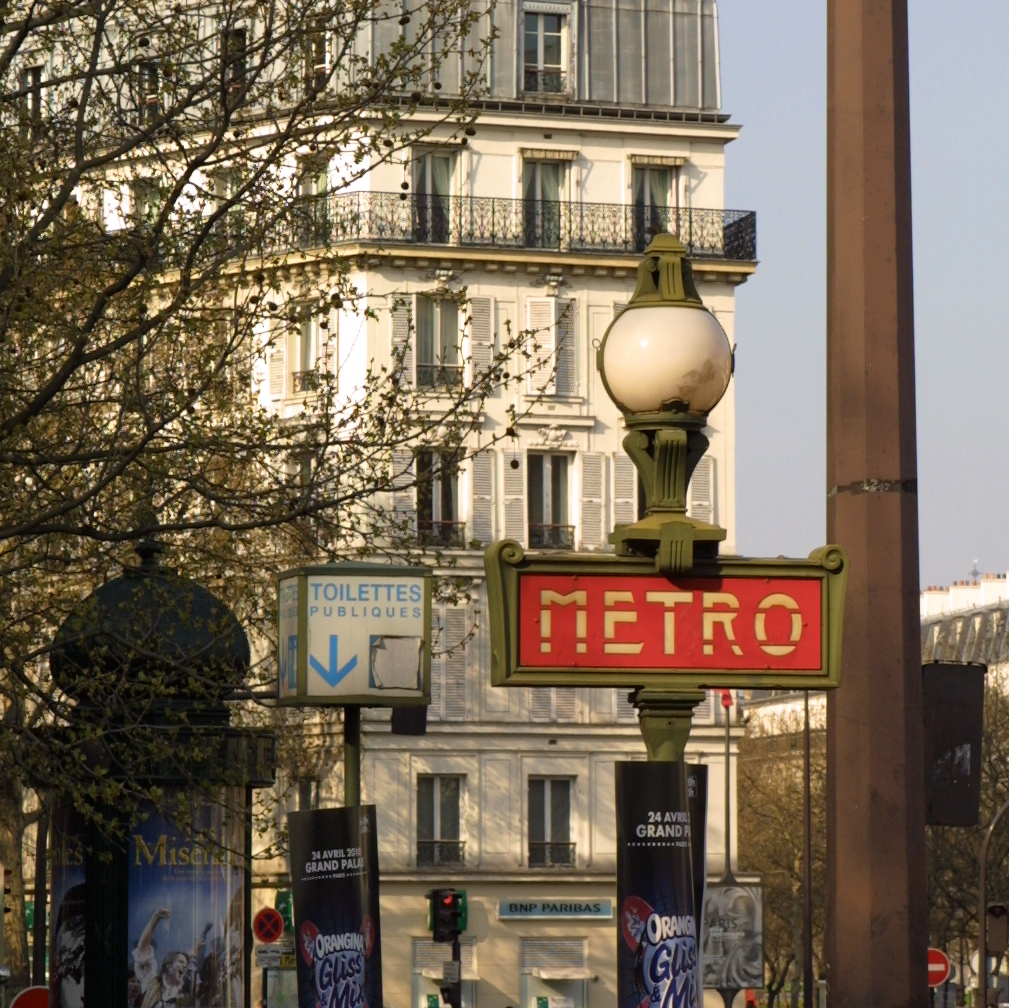
Art-déco-Kandelaber an einem der Zugänge

## Fahrzeuge
Zunächst verkehrten auf der Linie 1 Züge, die aus einem Triebwagen 2. Klasse mit nur einem Führerstand, einem Beiwagen 2. Klasse und einem Beiwagen 1. Klasse bestanden. Diese Fahrzeuge waren zweiachsig und jeweils knapp neun Meter lang. Bereits 1902 wurden Acht-Wagen-Züge gebildet, die aus sechs Beiwagen und je einem Triebwagen an den Zugenden bestanden. Bis 1905 wurden die Triebwagen durch vierachsige Fahrzeuge ersetzt, die auf Drehgestellen ruhten. Ab 1906 gab es auch Beiwagen auf Drehgestellen, die Sechs-Wagen-Züge bestanden fortan aus drei Trieb- und drei Beiwagen. 1908 hielten grün lackierte Fünf-Wagen-Züge der Bauart Sprague-Thomson auf der Linie 1 Einzug, die sich dort bis in die 1960er Jahre hielten. Ab Mai 1963 wurden die auf Schienen verkehrenden Sprague-Thomson-Züge sukzessive durch gummibereifte Fahrzeuge der Baureihe MP 59 abgelöst, bis Dezember 1964 herrschte Mischverkehr der zwei Betriebsarten. 1997 folgte die Baureihe MP 89 CC, die mit der Aufnahme des automatischen Betriebs der Baureihe MP 05 wich.
Die Sprague-Thomson-Züge auf der Linie 5 wurden ab 1978 durch Fahrzeuge der Baureihe MF 67 ersetzt, denen ab 2011 MF 01-Züge folgten.
Während der Kolonialausstellung im Jahr 1931 verkehrten auf der Linie 8 Sieben-Wagen-Züge der Bauart Sprague-Thomson, später wurden die Zuglängen auf fünf Wagen verkürzt. Von 1975 an kamen MF-67-Züge auf die Linie, die ab 1980 durch die Baureihe MF 77 ersetzt wurden.

## Umgebung
- Place de la Bastille mit der Julisäule
- Opéra Bastille an der Stelle des ehemaligen Bahnhofs Gare de la Bastille
- Port de l’Arsenal im Hafenbecken Bassin de l’Arsenal
- Coulée verte René-Dumont (Promenade plantée), Parkanlage auf einem stillgelegten Eisenbahnviadukt